# Conde da Silvã
O título de Conde da Silvã foi criado por decreto de 3 de Novembro de 1852 da rainha D. Maria II de Portugal a favor de D. João de Melo Manoel da Câmara.
Cinco pessoas usaram o título:

## Titulares
1. D. João de Melo Manoel da Câmara
2. D. Francisco de Melo Manoel da Câmara
3. D. Joaquim de Melo Manoel da Câmara
4. D. Helena de Melo Manoel da Câmara
5. D. Carlos de Melo Manoel da Câmara Gomes
O título encontra-se actualmente extinto.